# Fedayin de l'Islam
Les Fadā'iyān-e Islam (persan : فدائیان اسلام, également orthographié comme Fedayeen-e Islam ou en français « Fedayins de l'islam » ou « Dévots de l'islam », littéralement les « auto-sacrificateurs de l'islam » est un groupe fondamentaliste chiite, basé en Iran et qui est très politiquement orienté et actif, fondé en 1946, et reconnu comme un parti politique depuis 1989. Il est fondé par un étudiant en théologie surnommé Navvab Safavi.
Safavi cherchait à purifier l'islam en Iran, en le débarrassant de la « corruption des individus » par le biais d'assassinats soigneusement planifiés de certaines grandes personnalités intellectuelles et politiques. Navvab Safavi est aujourd’hui[Quand ?] considéré comme un martyr par le régime iranien.
Leur journal porte la mention «l’Islam est au-dessus de tout et rien n’est au-dessus de l’Islam ». Proche des thèses des frères musulmans égyptien, Navvab Safavi est leur invité à la conférence islamique de Jérusalem en 1953, puis au Caire en 1954.
Les Fédayin de l’Islam en Iran sont considérés comme des précurseurs emblématiques de la révolution et de l’État islamique iranien dans les années 1940- 1950, puis de l’école théologique Haqqâni.
Ce groupe armé ouvre la voie à la génération suivante de la frange radicale du clergé qui réussit finalement à renverser le régime du Shah et à établir une république Islamique en 1979.
Le groupe Fedayin de l'Islam est souvent considéré comme une organisation terroriste,,,.

## Iran

### Activisme politique des Fedayins de l’Islam: un Islam militant
Les Fedayins de l'Islam bénéficient dès leur création du soutien de l’institution religieuse iranienne et encouragé par le bazar, pilier traditionnel de l’économie et assise financière du clergé classique, apolitique et quiétiste les Fedayins de l’Islam se hissent au rang d’acteur politique après l’assassinat de l’écrivain réformateur Ahmad Kasravi.

### Histoire

#### Navvab Safavi
Issu d’une famille de la classe-moyenne du sud de Téhéran, Navvab Safavi étudie au German Technical College à Téhéran. Pendant la seconde guerre mondiale l’occupation de l’Iran par les troupes Britanniques et Soviétiques le mène à organiser des manifestations au collège pour dénoncer les difficultés économiques. Il travaille pendant un temps à la raffinerie d’Abadan, alors sous domination Britannique, où il organise une manifestation à la suite de la vision d’un de ses collègues battus par un employé britannique. En exil, il lit les essais anti-cléricaux d'Ahmad Kasravi qui sonnent comme des provocations auxquelles il faut répondre par la violence.

#### Fondation des Fadā'iyān-e Islam
La création du mouvement est annoncée dans une déclaration intitulée « Religion et Revanche » écrit par Navvab lui-même.

#### Assassinats notoires
Le premier assassinat de l’écrivain anti-clérical et réformateur Ahmad Kasravi en mars 1946 est le premier meurtre d’une longue série. Seyyed Hossein Imami et d’autres membres des Fadā'iyān-e Islam l’assassinent. Si les meurtriers sont arrêtés, sous la pression de autorités religieuses, ils sont acquittés et libérés.
Cet assassinat est en réalité le second essai de Navvad pour tuer l’écrivain. La première tentative échoue en 1945, il échappe à toute condamnation grâce à la pression des autorités religieuses. C’est à la suite de cette première tentative que le mouvement des Fédayins se crée.
Navvab Safavi justifie ces meurtres en se référant aux demandes de l’ayatollah Rouhollah Khomeini dans son premier livre Kashf al-asrâr (Key to the Secrets) donnant l’ordre de tuer tous ceux qui critiqueraient l’Islam. L’auteur iranien Amir Taheri démontre que Khomeini est proche de Navvab Safavi et de ses idées. En 1949, le groupe tue l’ancien premier ministre Abdolhossein Hajir.Le meurtrier Hossein Imami est excécuté cinq jours plus tard. En mars 1951, le premier ministre Haj Ali Razmara est également assassiné à la suite de ses propos s’opposant à la nationalisation du pétrole iranien,.
Trois semaines plus tard le ministre de l’éducation et de la Culture Ahmad Zangeneh est aussi assassiné par le groupe. Le groupe aurait aussi échoué « de peu » à tuer le Shah Mohammad Reza Pahlavi.

#### Implication politique
Le groupe est connu pour avoir été très actif dans le processus de nationalisation pétrolière en 1954. À la suite de l’incident Kasravi, le groupe s’implique davantage en politique sous l’impulsion de l’Ayatollah Kashani qui est alors le seul membre proéminent du clergé iranien à croire dans l’unité du politique et de la religion. À partir de 1948, les activités politiques des Fadayins se résument à protester contre l’exil de l’Ayatollah Kashani, provoqué par son opposition à la colonisation Britannique, à mener une campagne contre les femmes autorisées à ne pas porter le voile islamique dans une mosquée à Téhéran  ou encore à attaquer des magasins autorisés à vendre de l’alcool.
En 1949, les Fadā'iyān-e Islam aidèrent Kashani à implanter l’Association des Moudjahidin.
À la fin de l’année 1949, des lois supposées renforcer la domination pétrolière Britanniques sont discutées au parlement. Les groupes d’opposition deviennent alors de plus en plus actifs. L’assassinat de l’ancien premier ministre Hajir par le groupe armée entraine en 1949 l’organisation de nouvelles élections pendant lesquelles le groupe soutient les candidatures des mouvances islamiques et celle notamment de l’Ayatollah Kashani. Des divergences apparaissent cependant entre les deux alliés pour des questions politiques et théologiques.
Navvab Safavi est l’invité des frères musulmans égyptiens à la conférence islamique de Jérusalem en 1953, puis au Caire en 1954.
Les archives de la CIA soulignent le rôle de ce groupe armé, de l’Ayatollah Kashani et des officiers militaires monarchistes dans l’organisation du coup d’état orchestré en aout 1953 contre Mohammad Mossadegh,. Navvab Safavi choisit de ne pas travailler avec le nouveau gouvernement en place.
Jusqu’en 1955, les Fadā'iyān-e Islam continuent leurs activités sans aucune obstruction étatique.

## Répression
Au milieu des années 1950, à la manière du mouvement de répression des frères musulmans en Égypte, l’Iran commençait la liquidation du mouvement des Fédayins.
Les arrestations d’une partie du mouvement font suite à la tentative d’assassinat en novembre 1955 du premier ministre Hosayn Ala avant son départ pour l’Irak où il allait certifier de la participation de l’Iran dans le Pacte de Bagdad. En janvier 1956, les leaders du mouvement, y compris Navvab Safavi, sont jugés et condamnés à mort, et exécutés. Le régime impérial pensait qu’avec la disparition de Nawab Safawi et la mort de l’Ayatollah Kachani, chef spirituel des Fedayins et leader islamique que la poussée islamique dans ce pays était enrayée et ses missionnaires décimés. Puis commença en Iran ce que le Chah appelle sa politique de « modernisation » et de « persification » de l’Iran.
Les membres du groupe restant vécurent dans la clandestinité jusqu’à la révolution islamique en 1979. Une lutte secrète continue.

## Membres
Les membres des Fedayins de l’Islam appartenait majoritairement aux classes populaires de la société iranienne. Dès son plus jeune âge et pour raison économique Safawi est lui-même élevé par son oncle, un charpentier sans qualification. Les Fada’iyans de l’Islam sont souvent éduqués dans des écoles religieuses.
- Navab Safavi, chef des Fedayins de l’Islam.
- Mozafar Zolghadr : originaire de la ville de Karasf. Il est né dans une famille rurale et religieuse. C’est lui qui est l’origine de la tentative d’assassinat Hossein Ala mais un dysfonctionnement de son arme l’empêche de tirer. Il est arrêté à la suite de cet événement et exécuté[18].
- Khalil Tahmasebi (en), est le Fedayin qui assassina en mars 1951[19] l'ancien premier ministre iranien.Il est exécuté en 1955[20].
- Jafar Shojouni
- Seyyed Mehdi Tabatabaei
- Seyyed Hossein Imami

## La Révolution et la République Islamique ( 1979)
Pendant la révolution islamique de 1979, le mouvement, parmi d’autres groupes armés, servi de bras armé pour Khomeini. Ainsi pendant les manifestations menées par l’Ayatollah Khomeini en 1963, certains survivants rejoignent les rangs d’Hey’-at-hai Mo’talefe-i Islami ou la coalition des groupes islamiques. S’ils échouent à se regrouper après la révolution, la plupart d’entre eux coopèrent avec le gouvernement Islamique. En outre, de nombreux partisans rejoignirent les groupes actuels les plus radicaux. Le groupe n’a jamais vraiment acquis de soutien populaire et les effectifs ont toujours été restreint.
De 1993 à 1999, une série de meurtres en Iran (en) de plus de 80 intellectuels, écrivains, chercheurs et des personnalités politiques critiques du régime islamique eut lieu.
En décembre 1998, une déclaration d’un groupe se revendiquant comme des héritiers des Fédayins de Mostafa Navvab (Fadayaan-e Islam-e Naab-e Mohammadi-ye Mostafa Navvab) revendique les meurtres de certains d’entre eux : Dariush Forouhar, Parvaneh Eskandari, Mohammad Mokhtari and Mohammad Jafar Pouyandeh.
Après une série d’arrestations, une seconde déclaration est délivrée par ce groupuscule revendiquant la nature structurée de leur organisation et déclarant l’ouverture de fichiers recensant l’ensemble des « hypocrites » par lesquels ces arrestations ont été rendues possibles. L’ancien ministre des renseignements iranien dans le gouvernement d’Ali Fallahian Saeed Emami est désigné comme l’un des coupables de cette vague d’assassinats. Il est arrêté et emprisonné en 1999 sans que le lien avec l’organisation des Fedayins soit fait.

## Pakistan
Également, les Fedayeen al-Islam (également orthographié Fedayan-i-Islam, qu'on peut traduire comme « Commandos islamiques » or « Patriotes islamiques ») sont un groupe militant et terroriste pakistanais, principalement actifs à la fin des années 2000, dirigé par Hakimullah Mehsud, lieutenant de Baitullah Mehsud, chef des Tehrik-e-Taliban Pakistan (TTP) jusqu'au décès du dirigeant. Après la mort de Baitullah en 2009, Hakimullah repris la direction du TTP jusqu'à son propre décès en 2013.
Cette organisation fut suspectée d'être liée à l'attentat de l'Hôtel Marriott d'Islamabad en septembre 2008 ainsi que de l'attentat de l'hôtel Pearl Continental de Peshawar, et revendiqua l'attentat de l'école de police de Lahore en mars 2009, l'attentat du 4 avril 2009 à Islamabad et de l'attentat du 5 avril 2009 à Chakwal.